# Muro Lucano
Muro Lucano – miejscowość i gmina we Włoszech, w regionie Basilicata, w prowincji Potenza. Według danych z 31 grudnia 2016 gminę zamieszkiwało 5395 osób.

## Współpraca
- Contursi Terme, Włochy
- Karlsfeld, Niemcy